# Rhizophagus parvulus
Rhizophagus parvulus is een keversoort uit de familie kerkhofkevers (Monotomidae). De wetenschappelijke naam van de soort werd in 1800 gepubliceerd door Gustaf von Paykull.